# الطلب (يريم)

تعديل مصدري - تعديل

الطلب هي إحدى قرى عزلة بني عمر بمديرية يريم التابعة لمحافظة إب، بلغ تعداد سكانها 54 نسمة حسب تعداد اليمن لعام 2004.